# Academia Christiana
Academia Christiana est une organisation identitaire et catholique traditionaliste française fondée en 2013 par Julien Langella, cofondateur de Génération identitaire.
Elle organise notamment une université d'été annuelle rassemblant diverses tendances de l'extrême droite française.

## Fondation
Academia Christiana est fondée en 2013 par Julien Langella, dans le sillage de La Manif pour tous,,. Elle est parrainée par la Fraternité sacerdotale Saint-Pierre,.

## Idéologie
Academia Christiana est catholique traditionaliste et identitaire,,. Elle entend promouvoir une « troisième voie » entre « le mondialisme libéral et l'altermondialisme marxiste »,,. Des membres d'Academia Christiana sont formés par l'Institut Iliade, un cercle de réflexion d'extrême droite, fondé en 2014.
Academia Christiana est opposée à l'immigration, et rejette l'islam et l'écologie politique. Elle professe également un antisémitisme virulent, recommandant par exemple dans sa bibliographie des ouvrages antisémites de Jacques Ploncard d'Assac, d'Henri Delassus ou de Pierre Hillard,.
L'organisation est opposée à l'interruption volontaire de grossesse et participe à plusieurs « marches pour la vie ».
Son fondateur Julien Langella entend engager une révolution afin de mettre à la tête de l'État « un pouvoir politique indépendant des élections » et de pouvoir engager une campagne de « remigration ».
L'Opinion la définit comme « réactionnaire » et StreetPress la définit également comme « national[e]-catholique ».
En 2018, l'organisation signe un appel à l'union des droites lancé par Robert Ménard. Lors de l'élection présidentielle de 2022, Academia Christiana apporte son soutien à Éric Zemmour.
Le journaliste du Monde Sébastien Bourdon voit en 2025 dans Academia Christiana un vecteur de « syncrétisme nationaliste » au « liant catholique ». Soulignant que « catholicisme traditionaliste et référence au nazisme » s'y croisent, il cite notamment la diversité des chapelles d'extrême droite radicale invitées présentes lors de ses universités d'été (voir infra), le « salut bras tendu aux côtés de militants du GUD » du président de la structure en 2016 lors d'une mobilisation de La Manif pour tous, un commentaire laudatif du même à l'égard de l'antisémite Alain Soral en 2020 ou encore l'usage comme mannequin par Academia Christiana d'un néonazi du groupuscule lyonnais Cigale 3 grammée (C3G ; comprendre « Sieg Heil croix gammée »).

## Organisation

### Université d'été

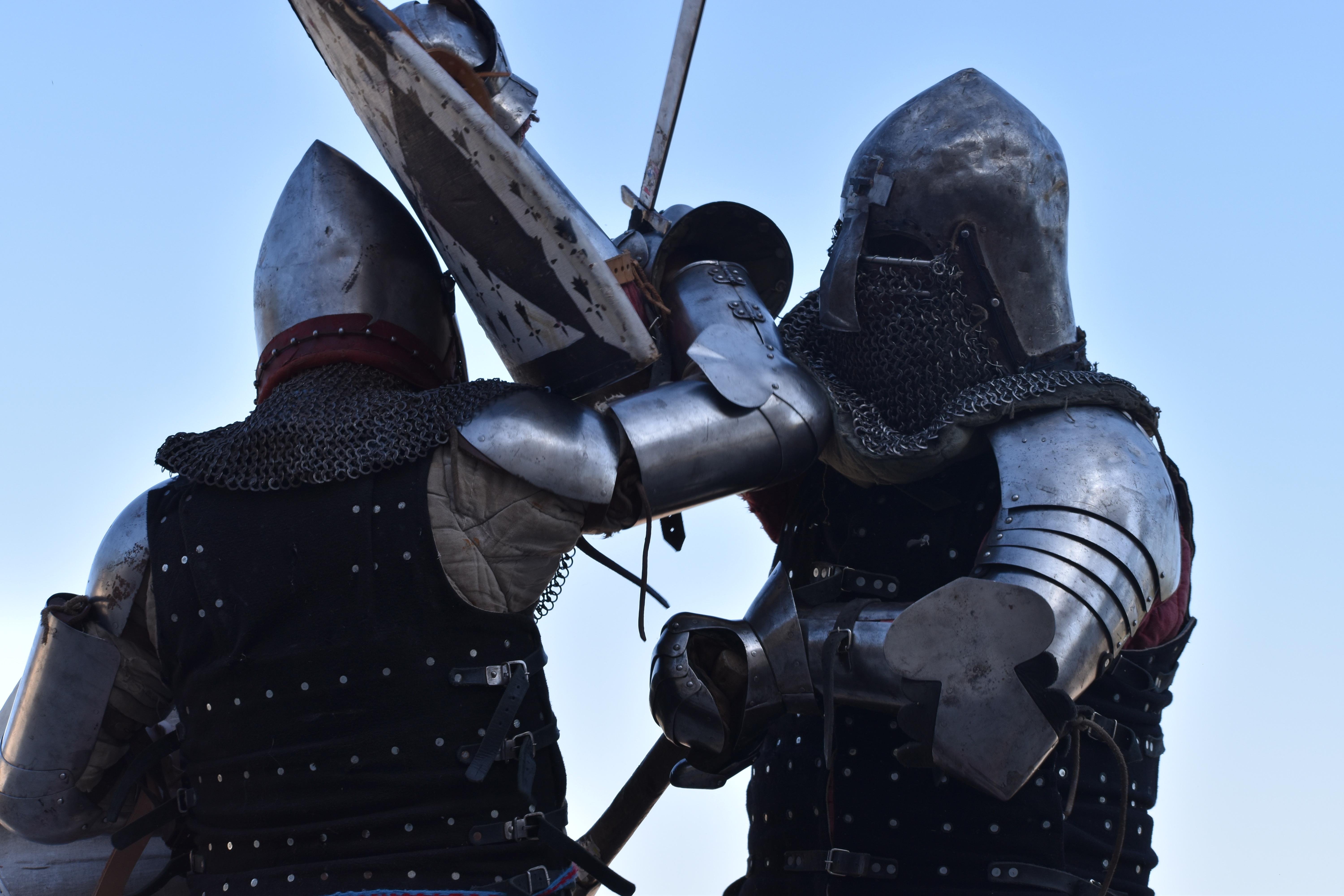
Combat de béhourd lors d'une université d'été d'Academia Christiana.

Définie par L'Opinion comme un « laboratoire d'idées », Academia Christiana organise chaque année une université d'été lors de laquelle se tiennent des conférences, des initiations aux sports de combat (dont le muay-thaï) et des messes selon le rite tridentin,,.
L'organisation y invite un spectre large de l'extrême droite française, entre nationaux-catholiques, nationaux-révolutionnaires, néofascistes et identitaires,. Selon l'historien Nicolas Lebourg, ce qui réunit toutes ces différentes mouvances de l'extrême droite au sein de cette université d'été est l'importance accordée à l'ethnicité. Pour le politologue Jean-Yves Camus, l'organisation relève du « ghetto culturel et groupusculaire ».
En 2019, l'organisation prévoit d'inviter Marion Maréchal à son université d'été. Celle-ci abandonne finalement sa venue, son entourage lui déconseillant de s'afficher à un événement « anti-Soros » et « anti-« lobby LGBT » »,.

### Membres
Le fondateur d'Academia Christiana, Julien Langella, est le fondateur de la branche aixoise des Jeunesses identitaires puis fait partie des fondateurs de Génération identitaire. Il est également un ancien militant de l'Action française. Golias le décrit comme un « adorateur de Mussolini »,,.
L'organisation est coprésidée par Julien Langella et Victor Aubert, enseignant en philosophie, à l'Institut Croix des Vents à Sées dans le département de l'Orne, un établissement scolaire privé hors contrat dirigé par la Fraternité sacerdotale Saint-Pierre.
L'un de ses membres, Louis de Cacqueray-Valménier, est un élu Rassemblement national du Mans. Plusieurs des membres d'Academia Christiana font partie de Civitas. Certains sont également l'objet de fiches S,.

## Projet de dissolution
Le 10 décembre 2023, le ministre de l'Intérieur Gérald Darmanin annonce sur le média Brut son intention de dissoudre l'organisation en Conseil des ministres « dans les prochaines semaines ». Après cette déclaration, Academia Christiana reçoit des soutiens à l'extrême droite dont celui d'Éric Zemmour. L'organisation entend contester devant le Conseil d’État ce qu'elle considère comme une « procédure absurde ». Le 12 décembre, elle dépose une plainte en diffamation contre Gérald Darmanin, qui avait affirmé la veille qu'Academia Christiana aurait montré « un très grand soutien à la collaboration du Maréchal Pétain ».